# 大槐镇
大槐镇，是中华人民共和国广东省江门市恩平市下辖的一个乡镇级行政单位。

## 行政区划
大槐镇下辖以下地区：
大槐墟镇社区、沙栏村、塘冲村、河湾村、大槐村、锦新村、大朗村、银水村、良洞村、佛良村、牛山村、石坳村和石及村。